# Malpartida de Cáceres
Malpartida de Cáceres – gmina w Hiszpanii, w prowincji Cáceres, w Estramadurze, o powierzchni 32,16 km². W 2011 roku gmina liczyła 4456 mieszkańców.